# Plaque de Humac

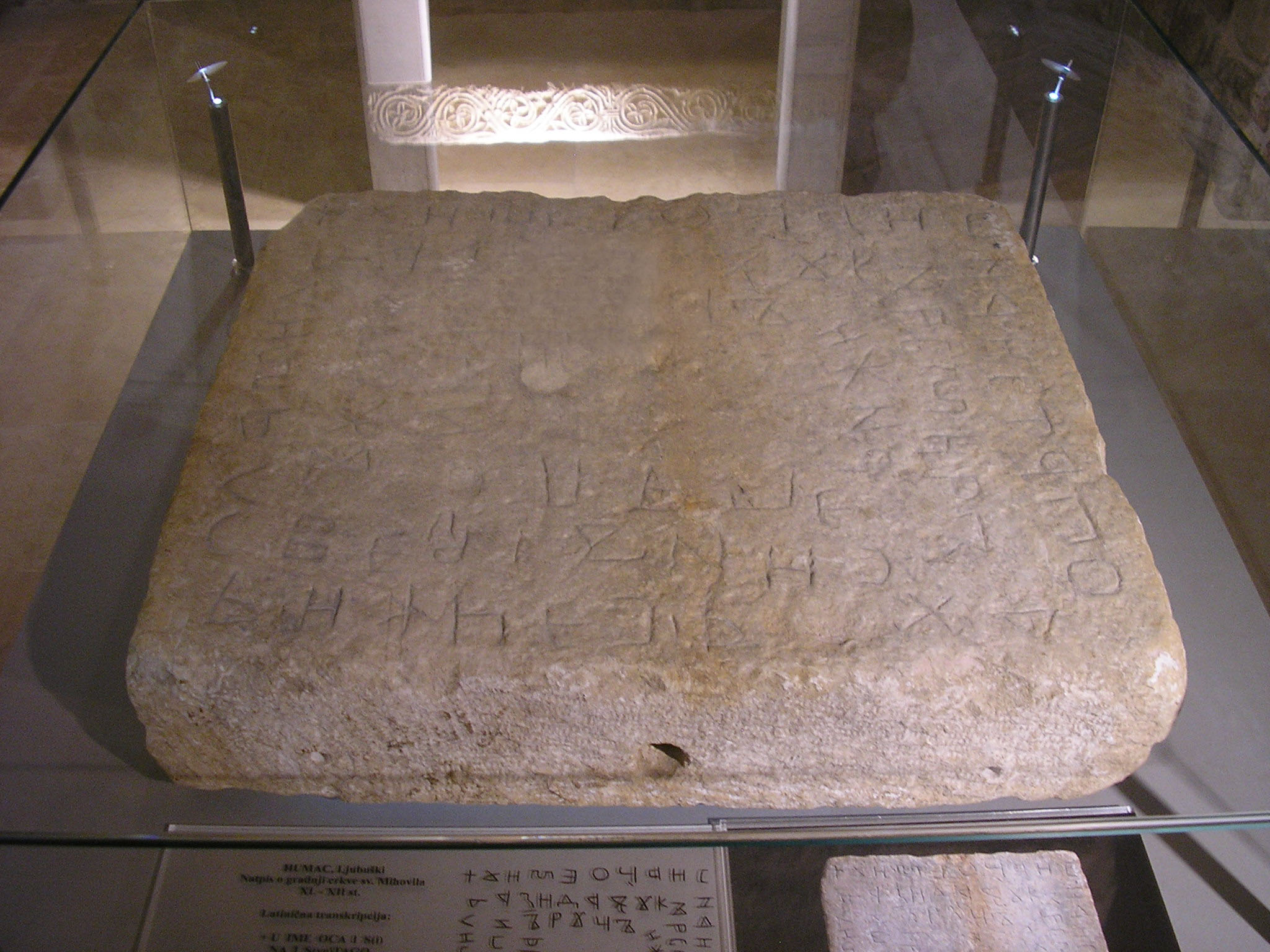
Plaque de Humac.

La plaque de Humac (en bosnien, en croate et en serbe : Humačka ploča) est une des plus vieilles reliques
d'alphabétisation en Bosnie-Herzégovine. Elle est datée entre le XIe siècle et le XIIe siècle.

## Découverte et conservation
La plaque a été découverte à Humac près de Ljubuški dans le canton de l'Herzégovine de l'Ouest. Elle est maintenant conservée au musée du monastère franciscain de Humac.

## Description
La tablette est de forme quadrangulaire et l'inscription, qui a la même forme, est sculptée en Bosančica (cyrillique médiéval bosnien) dans lequel on retrouve 5 lettres glagolitiques.
Le texte de la tablette raconte l'édification d'une église pour Saint Michel par Uskrsmir (Krešimir) et son épouse Pavica.